# Karlo Mrazović
Karlo Mrazović, hrvaški general, politik, diplomat * 1902, † 1987.

## Življenjepis
Leta 1919 je sodeloval v madžarski revoluciji. Leta 1927 je postal član KPJ. Med letoma 1929 in 1932 je študiral na Komunistični univerzi narodnih manjših vzhoda (KUNMZ) v Moskvi, nato je deloval v Kominterni in na omenjeni univerzi.
Med letoma 1936 in 1939 je sodeloval v španski državljanski vojni. Med drugo svetovno vojno je bil leta 1941 eden od organizatorjev NOVJ na severu Hrvaške; med samo vojno je zasedal več partijsko-političnih položajev.
Po vojni je bil minister v vladi Ljudske (oz. Socialistične) republike Hrvaška, veleposlanik SFRJ v več državah, poslanec republiške in zvezne skupščine itd.